# Бякова, Людмила Степановна
Людмила Степановна Бякова (род. 23 марта 1946, Ряхи, Кировская область) — швея-мотористка Курганской швейной фабрики, народный депутат СССР, Герой Социалистического Труда.

## Биография
Людмила Степановна Бякова родилась 23 марта 1946 года в деревне Ряхи Волчьетроицкого сельсовета Зуевского района Кировской области, ныне деревня входит в Семушинское сельское поселение того же района и области.
В 1962 году после окончания восьми классов пошла работать на Кирово-Чепецкую швейную фабрику, одновременно училась в вечерней школе. С 1965 года бригадир, с 1967 года мастер.
В 1971 году училась в группе мастеров швейного производства — в филиале Московского института повышения квалификации работников лёгкой промышленности в г. Минске.
В 1971—1972 гг. училась в Кировском техникуме лёгкой промышленности.
В 1972 году вместе с мужем переехала в город Курган. Работала швеей-мотористкой на швейной фабрике. Одной из первых поддержала почин ленинградской швеи-мотористки Чистяковой «Пятилетке — два личных пятилетних плана». Две личные пятилетки выполнила к 7 марта 1980 года, за 4 года и два месяца.
За XI (1981—1985) и XII (1986—1990) пятилетки выполнила 21 годовую норму, обучила более 40 молодых работниц.
Член Курганского обкома КПСС (1979—1985), председатель женсовета Октябрьского района г. Кургана (1988—1990).
Указом Президиума Верховного Совета СССР от 19 июля 1988 года присвоено звание Героя Социалистического Труда.
Народный депутат СССР от женских советов (1989—1991), член Комитета по делам женщин, охраны семьи, материнства и детства.
Избиралась делегатом XXVII съезда КПСС, XVI Всесоюзного съезда профсоюзов.
С 1999 года работала запускальщицей на участке в ОАО «Швейная фириа «Лодия» (бывш. Курганская швейная фабрика).
В 2001 году вышла на пенсию.
В 2002—2006 гг. была секретарём Курганской Региональной Общественной Организации Героев Социалистического Труда и Полных Кавалеров Ордена Трудовой Славы.
В настоящее время является членом Президиума областного Совета ветеранов.

## Награды
- Герой Социалистического Труда, 19 июля 1988 года
  - Орден Ленина № 459888
  - Медаль «Серп и Молот» № 20898
- Орден Октябрьской Революции, 2 июля 1984 года
- Орден Трудового Красного Знамени, 12 мая 1977 года
- Юбилейная медаль «За доблестный труд. В ознаменование 100-летия со дня рождения Владимира Ильича Ленина», 1970 год
- Лауреат Государственной премии СССР, 1982 — за большой личный вклад в дело увеличения выпуска и улучшения качества товаров народного потребления (отдала деньги Курганскому дому ребенка)[2].
- Лауреат премии Министерства легкой промышленности (отправила в Фонд мира).
- Заслуженный работник текстильной и лёгкой промышленности РСФСР
- Почётный гражданин города Кургана, 1984 год
- По итогам девятой пятилетки удостоена почетного звания «Лучшая швея-мотористка Министерства легкой промышленности РСФСР».

## Семья
- Муж Анатолий Алексеевич Бяков, начальник бюро на ОАО «Икар» — Курганский завод трубопроводной арматуры»
- Сын Алексей, конструктор ОАО «Икар» — Курганский завод трубопроводной арматуры» (завод был закрыт в январе 2016 года)